# 피라미드의 공포
《피라미드의 공포》(Young Sherlock Holmes 또는 Young Sherlock Holmes and the Pyramid of Fear)는 미국에서 제작된 베리 레빈슨 감독의 1985년 모험, 가족, 판타지, 미스터리, SF, 스릴러 영화이다. 니콜라스 로우 등이 주연으로 출연하였고 마크 존슨 등이 제작에 참여하였다.

## 출연

### 주연
- 니컬러스 로
- 알란 콕스

### 조연
- 소피 워드
- 안소니 히긴스
- 수잔 플리트우드
- 프레디 존스
- 나이젤 스탁
- 로저 애쉬톤 그리피스
- 얼 로즈
- 브라이언 울톤
- 패트릭 뉴웰
- 도널드 에클스
- 매튜 라이언
- 매튜 블랙스태드
- 조나단 라시
- 월터 스패로우
- 나딤 사왈하
- 로저 브리얼리
- 비비엔느 챈들러
- 록우드 웨스트
- 존 스콧 마틴
- 조지 맬파스
- 윌러비 고다드
- 마이클 컬
- 랠프 타바킨
- 낸시 네빈슨
- 마이클 홀든

## KBS 성우진 (1995년 12월 16일)
- 김승준 - 홈즈(니컬러스 로)
- 이향숙 - 왓슨(알란 콕스)
- 이현선 - 엘리자베스(소피 워드)
- 유동현 - 레이스(안소니 히긴스)
- 주호성 - 해설(마이클 홀든)
- 조달호
- 온영삼
- 유지영
- 이종구
- 김일
- 김소형

## 기타
- 원조: 아서 코난 도일
- 협력프로듀서: 해리 벤
- 미술: 노만 레이놀즈
- 세트: 마이클 포드
- 의상: 레이몬드 휴즈
- 배역: 아이린 램